# Théodred
Théodred is een van de personages uit het boek In de Ban van de Ring van J.R.R. Tolkien. Hij is de enige zoon van koning Théoden en troonopvolger van Rohan, maar als hij in een veldslag tegen Saruman bij de Isen sneuvelt, wordt Éomer, de neef van de koning, troonopvolger. Théodred ligt begraven in een tombe in Edoras.